# Dan Haloutz
 (juin 2008).
Si vous disposez d'ouvrages ou d'articles de référence ou si vous connaissez des sites web de qualité traitant du thème abordé ici, merci de compléter l'article en donnant les références utiles à sa vérifiabilité et en les liant à la section « Notes et références ».
Dan Haloutz (hébreu: דן חלוץ) (né le 7 août 1948 à Tel-Aviv - ) a été le dix-huitième chef de l'état-major de l'armée israélienne Tsahal de juin 2005 au 17 janvier 2007, notamment lors du conflit israélo-libanais de 2006.

## Biographie
Dan Haloutz est né en 1948 à Tel-Aviv. Il grandit dans le moshav de Hagor (en) dans la région du Sharon.
Il entre dans l'armée de l'air israélienne en 1966. En 1969, il lutte contre la guerre d'usure menée par l'Égypte. Il devient ensuite pilote de réserve jusqu'à la guerre du Kippour en 1973.
En 1978, il quitte l'armée pour étudier les sciences économiques à l'université de Tel-Aviv.
Au début de l'invasion du Liban de 1982, Dan Haloutz réintègre l'armée de l'air. Il est promu commandant d'une escadrille d'avions fantômes en 1984.
En 1995, il est nommé chef d'état-major de l'armée de l'air. En 1998, il est promu général et occupe un poste à l'état-major général. En 1999, il est nommé commandant de la direction des opérations. Durant la seconde Intifada, il participe à l'assassinat de dirigeants et leaders palestiniens.
En 2000, il est nommé commandant de l'Armée de l'air. En juin 2005, Ariel Sharon désigne Dan Haloutz au poste de chef de l'état-major pour remplacer Moshe Ya'alon. C'est le deuxième commandant de l'armée de l'air à occuper ce poste (le premier était le général Chaim Laskov (en)).
En 2002, il fait larguer une bombe d'une tonne sur un immeuble de Gaza afin d'assassiner un dirigeant du Hamas, Salah Shehadéh, mais tuant aussi seize autres personne, dont des enfants. Face aux critiques, il déclare: « Voulez-vous vraiment savoir ce que je ressens lorsque je largue une bombe ? Je vais vous le dire : je perçois une légère secousse dans l'avion, occasionnée par le largage. Une seconde après, elle a disparu. Voilà ce que je ressens. »
En septembre 2003, il traite publiquement de « traîtres » des pilotes de chasse qui avaient annoncé leur refus de bombarder des zones habitées en territoire palestinien.
Des militants pacifistes israéliens manifestent le 10 juin 2006 devant son domicile en protestation contre le bombardement d'une plage de Gaza qui a tué huit civils, principalement des enfants. L'armée israélienne mène ensuite une guerre contre Gaza à l'été 2006, tuant 300 personnes.
À la suite du conflit israélo-libanais de 2006, au cours duquel il avait promis de « renvoyer le Liban cinquante ans en arrière », l'opinion publique israélienne reproche à Dan Haloutz d'avoir échoué et d'avoir sous-estimé l'ennemi. Refusant dans un premier temps de démissionner, il devient le premier chef d'état-major de Tsahal à démissionner le 17 janvier 2007.  qui se rendit coupable, quelques heures à peine avant le lancement de l’offensive, d’unsSa démission s'explique aussi par la découverte par la presse d'un délit d’initié dont il s'est rendu coupable, ayant revendu l’intégralité de ses actions à la bourse de Tel-Aviv, dont il prévoyait la chute imminente, quelques heures avant le début de l'invasion du Liban. Le chef d'état major adjoint le général Moshe Kaplinsky a été chargé d'assurer l'intérim à la tête de l'armée. Le 21 janvier 2007, le général Gabi Ashkenazi, jusqu'alors directeur général au sein du ministère de la défense, devient le nouveau chef d'état major. Au Liban, ce départ est fêté et considéré comme la preuve de la défaite d'Israël, et les images sont retransmises dans les chaînes de télévision israéliennes.
Une plainte a été déposée en Espagne contre lui pour crime de guerre, conduisant à l'ouverture d'une enquête, en janvier 2009, dans le cadre de l'affaire Salah Shehadeh.
Il est marié et père de trois enfants et a un petit-enfant.

## Honneurs et distinctions
- Médaille de campagne de la Guerre des Six Jours
- Médaille de campagne de la Guerre d'usure
- Médaille de campagne de la Guerre du Kippour
- Médaille de campagne de l'opération Paix en Galilée
- Médaille de campagne de la deuxième guerre du Liban